# Friedrich Pacius
Friedrich Pacius lub Fredrik Pacius (ur. 19 marca 1809 w Hamburgu, zm. 8 stycznia 1891 w Helsinkach) – niemiecki kompozytor, dyrygent i pedagog muzyczny, przez wiele lat związany z Finlandią, nazywany „Ojcem muzyki fińskiej”.
Studiował muzykę w Kassel (m.in. u Louisa Spohra). Był kapelmistrzem orkiestry królewskiej w Sztokholmie, w latach 1834-1867 uczył muzyki na Uniwersytecie Helsińskim. Twórca muzyki do przyszłych hymnów państwowych Estonii (Mu isamaa) i Finlandii (Maamme); stworzył pierwszą operę fińską (Kaarle-kuninkaan metsästys, 1852, do libretta Zachariasa Topeliusa), komponował utwory orkiestrowe i kameralne.